# 일본 프로 야구 컴백상
일본 프로 야구에서 컴백상(일본어: カムバック賞)은 일본 야구 기구에서 수여하는 타이틀 가운데 하나이며 센트럴 리그, 퍼시픽 리그의 양대 리그에서 주어진다.

## 개요
미국에서 스포팅 뉴스가 1965년부터 선출하고 있는 메이저 리그의 스포팅 뉴스 컴백상을 본떠 1974년에 제정됐다. MLB 기구의 시상 타이틀로서의 컴백상은 일본보다 늦은 2005년부터 제정됐다.
부상이나 질병, 장기적인 부진에 시달리다가 이를 극복하여 재기에 성공한 선수에게 주어진다. 센트럴 리그와 퍼시픽 리그에서 시상 기준에 큰 차이가 있어 퍼시픽 리그에서는 뇌종양으로 투병 생활한 끝에 부활한 모리타 고키(긴테쓰)가 2001년에 받은 이후 수상자가 나오지 않았다. 센트럴 리그는 퍼시픽 리그만큼 엄격하진 않지만 2005년 이후에는 수상자 수를 크게 줄여나가고 있다.

## 역대 수상자
| 연도 | 센트럴 리그       | 센트럴 리그            | 퍼시픽 리그     | 퍼시픽 리그            |
| 연도 | 성명              | 소속                   | 성명            | 소속                   |
| ---- | ----------------- | ---------------------- | --------------- | ---------------------- |
| 1974 | 이시오카 고조     | 야쿠르트 스왈로스      | 수상자 없음     | 수상자 없음            |
| 1975 | 아니야 소하치     | 한신 타이거스          | 수상자 없음     | 수상자 없음            |
| 1976 | 후나다 가즈히데   | 야쿠르트 스왈로스      | 수상자 없음     | 수상자 없음            |
| 1977 | 아사노 게이시     | 요미우리 자이언츠      | 수상자 없음     | 수상자 없음            |
| 1978 | 노무라 오사무     | 요코하마 다이요 웨일스 | 수상자 없음     | 수상자 없음            |
| 1979 | 미무라 도시유키   | 히로시마 도요 카프     | 수상자 없음     | 수상자 없음            |
| 1980 | 야자와 겐이치     | 주니치 드래건스        | 가도타 히로미쓰 | 난카이 호크스          |
| 1981 | 후지타 다이라     | 한신 타이거스          | 수상자 없음     | 수상자 없음            |
| 1982 | 수상자 없음       | 수상자 없음            | 수상자 없음     | 수상자 없음            |
| 1983 | 수상자 없음       | 수상자 없음            | 수상자 없음     | 수상자 없음            |
| 1984 | 스즈키 다카마사   | 주니치 드래건스        | 수상자 없음     | 수상자 없음            |
| 1985 | 수상자 없음       | 수상자 없음            | 무라타 조지     | 롯데 오리온스          |
| 1986 | 쓰다 쓰네미       | 히로시마 도요 카프     | 수상자 없음     | 수상자 없음            |
| 1987 | 스기우라 도루     | 야쿠르트 스왈로스      | 수상자 없음     | 수상자 없음            |
| 1987 | 니우라 히사오     | 요코하마 다이요 웨일스 | 수상자 없음     | 수상자 없음            |
| 1988 | 아리타 슈조       | 요미우리 자이언츠      | 수상자 없음     | 수상자 없음            |
| 1989 | 니시모토 다카시   | 주니치 드래건스        | 수상자 없음     | 수상자 없음            |
| 1989 | 나카오 다카요시   | 요미우리 자이언츠      | 수상자 없음     | 수상자 없음            |
| 1990 | 요시무라 사다아키 | 요미우리 자이언츠      | 수상자 없음     | 수상자 없음            |
| 1990 | 엔도 가즈히코     | 요코하마 다이요 웨일스 | 수상자 없음     | 수상자 없음            |
| 1991 | 수상자 없음       | 수상자 없음            | 오노 가즈요시   | 긴테쓰 버펄로스        |
| 1991 | 수상자 없음       | 수상자 없음            | 시라이 가즈유키 | 닛폰햄 파이터스        |
| 1992 | 이토 아키미쓰     | 야쿠르트 스왈로스      | 수상자 없음     | 수상자 없음            |
| 1993 | 가와사키 겐지로   | 야쿠르트 스왈로스      | 수상자 없음     | 수상자 없음            |
| 1994 | 히코노 도시카쓰   | 주니치 드래건스        | 수상자 없음     | 수상자 없음            |
| 1995 | 수상자 없음       | 수상자 없음            | 수상자 없음     | 수상자 없음            |
| 1996 | 가토 신이치       | 히로시마 도요 카프     | 수상자 없음     | 수상자 없음            |
| 1997 | 이토 도모히토     | 야쿠르트 스왈로스      | 수상자 없음     | 수상자 없음            |
| 1998 | 사이토 다카시     | 요코하마 베이스타스    | 니시무라 다쓰지 | 후쿠오카 다이에 호크스 |
| 1999 | 도야마 쇼지       | 한신 타이거스          | 수상자 없음     | 수상자 없음            |
| 2000 | 다네다 히토시     | 주니치 드래건스        | 수상자 없음     | 수상자 없음            |
| 2001 | 나리모토 도시히데 | 한신 타이거스          | 모리타 고키     | 오사카 긴테쓰 버펄로스 |
| 2002 | 마에다 도모노리   | 히로시마 도요 카프     | 수상자 없음     | 수상자 없음            |
| 2003 | 히라이 마사후미   | 주니치 드래건스        | 수상자 없음     | 수상자 없음            |
| 2003 | 스즈키 겐         | 야쿠르트 스왈로스      | 수상자 없음     | 수상자 없음            |
| 2004 | 고쿠보 히로키     | 요미우리 자이언츠      | 수상자 없음     | 수상자 없음            |
| 2005 | 수상자 없음       | 수상자 없음            | 수상자 없음     | 수상자 없음            |
| 2006 | 수상자 없음       | 수상자 없음            | 수상자 없음     | 수상자 없음            |
| 2007 | 수상자 없음       | 수상자 없음            | 수상자 없음     | 수상자 없음            |
| 2008 | 히라노 게이이치   | 한신 타이거스          | 수상자 없음     | 수상자 없음            |
| 2009 | 수상자 없음       | 수상자 없음            | 수상자 없음     | 수상자 없음            |
| 2010 | 수상자 없음       | 수상자 없음            | 수상자 없음     | 수상자 없음            |
| 2011 | 수상자 없음       | 수상자 없음            | 수상자 없음     | 수상자 없음            |
| 2012 | 오타케 간         | 히로시마 도요 카프     | 수상자 없음     | 수상자 없음            |
| 2013 | 수상자 없음       | 수상자 없음            | 수상자 없음     | 수상자 없음            |
| 2014 | 수상자 없음       | 수상자 없음            | 수상자 없음     | 수상자 없음            |
| 2015 | 다테야마 쇼헤이   | 도쿄 야쿠르트 스왈로스 | 수상자 없음     | 수상자 없음            |
| 2016 | 수상자 없음       | 수상자 없음            | 수상자 없음     | 수상자 없음            |
| 2017 | 이와세 히토키     | 주니치 드래건스        | 수상자 없음     | 수상자 없음            |
| 2018 | 마쓰자카 다이스케 | 주니치 드래건스        | 수상자 없음     | 수상자 없음            |
| 2019 | 수상자 없음       | 수상자 없음            | 수상자 없음     | 수상자 없음            |
| 2020 | 수상자 없음       | 수상자 없음            | 수상자 없음     | 수상자 없음            |
| 2021 | 수상자 없음       | 수상자 없음            | 수상자 없음     | 수상자 없음            |
| 2022 | 수상자 없음       | 수상자 없음            | 수상자 없음     | 수상자 없음            |
| 2023 | 수상자 없음       | 수상자 없음            | 수상자 없음     | 수상자 없음            |

### 주해
1. ↑  예를 들면 2001년에 신인왕을 차지했지만 추간판 탈출증과 오른쪽 팔꿈치 수술로 인해 팀 전력에서 멀어졌고 2005년에 팀의 수호신으로 부활한 오쿠보 마사노부(당시 오릭스 소속이었으며 2008년에도 아킬레스건 파열로 인한 큰 부상을 입는 와중에 복귀하여 2009년 47경기에 등판하는 맹활약을 보였다), 2013년에 특정 질환인 황색인대골화증 진단을 받으면서도 2014년에 일본 프로 야구 사상 최초로 특정 질환을 극복한 승리를 거두어 정규 시즌에서 총 3승을 기록하여 클라이맥스 시리즈와 일본 시리즈에서도 등판해 팀의 일본 시리즈 우승을 경험한 오토나리 겐지(소프트뱅크)[2] 등에게도 수여되지 않았다.
2. ↑  이쪽도 예를 들면, 2007년에 방출 통보를 받은 후 1년간 무소속으로 지내다가 2009년에 36세의 나이로 주니치 드래건스와 계약을 맺고 프로 무대에 복귀를 이뤄내 44경기에 등판(15홀드)하는 맹활약을 펼쳤던 가와하라 준이치가 수여되지 않았다.

### 출전
1. ↑  “松坂大輔が受賞のカムバック賞、セパで大きく違い？　セ35人目、パは17年間なし”. 《Full-Count》. 2018년 11월 13일. 2020년 6월 26일에 확인함.
2. ↑  “貢献度はＭＶＰ級！大隣にカムバック賞を”. 《東スポWeb》. 2014년 10월 31일. 2020년 6월 26일에 확인함.

## 같이 보기
- 사와무라 에이지상
- 쇼리키 마쓰타로상
- 일본 프로 야구 베스트 나인
- 미쓰이 골든 글러브상
- 일본 프로 야구 월간 MVP